# 松柏嶺受天宮

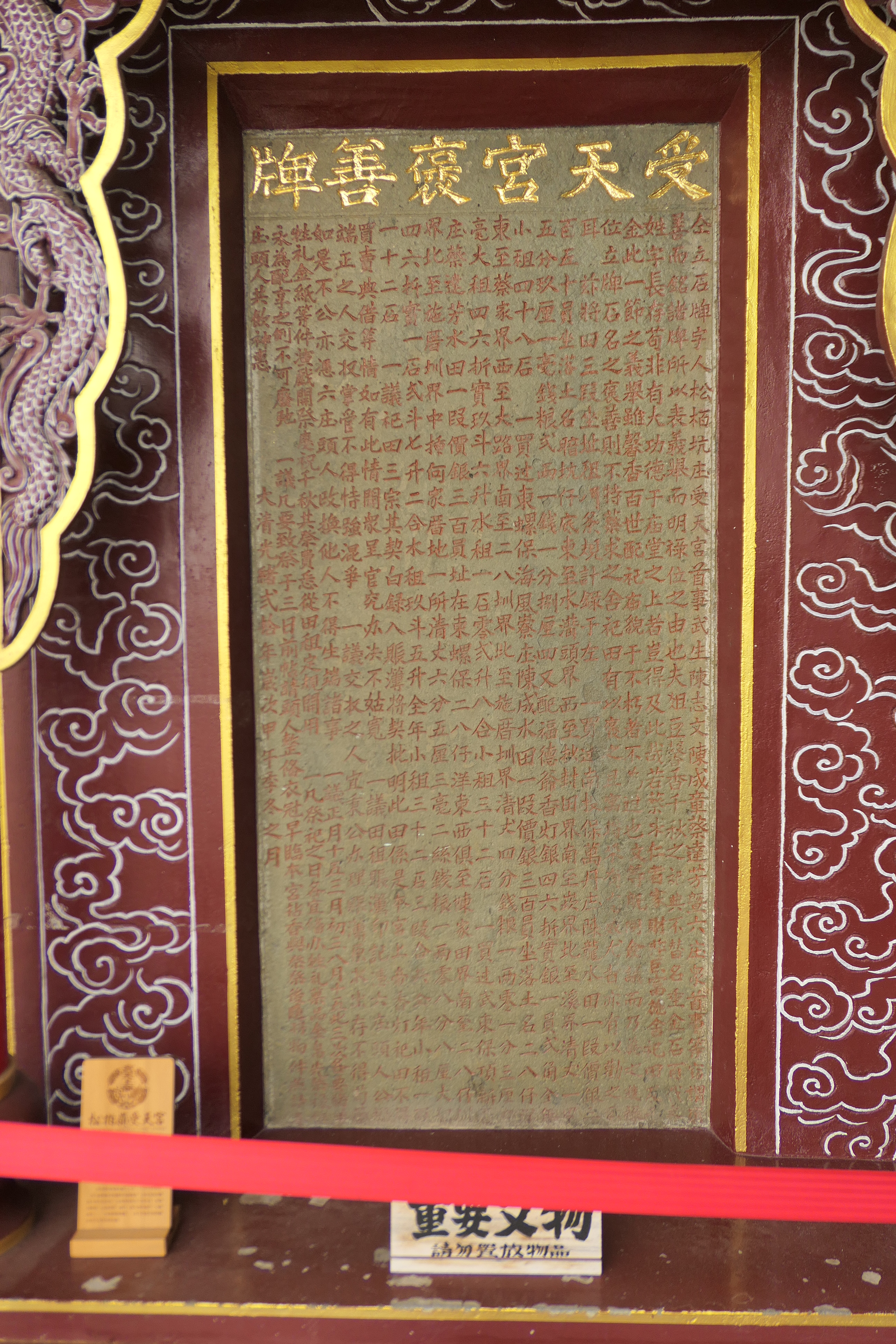
受天宮褒善牌

松柏嶺受天宮（しょうはくれいじゅてんきゅう）は台湾南投県名間郷における玄天上帝の信仰の中心として清国時代から300年以上にわたって親しまれ、3千から4千にも上る寺院に分霊を行っている。
毎年玄天上帝の生誕日を迎えると、3カ月にわたる進香期間に1000以上の団体が祖廟を訪れ、その隊列は数キロに及び、台湾における玄天上帝信仰に対して最も大きな影響力を持つ進香行事として知られている。進香期間中は、大勢の信徒、文陣・武陣の様々な陣頭、台湾のシャーマン「乩童」(タンキー)、進香儀式など、その全てから民間信仰の活力と多様性が感じられ、「進香期間」が無形資産として登録されている全国的にも珍しい行事である。

## 歴史
松柏嶺受天宮の玄天上帝信仰は、清国初期に福建省から台湾へと渡った李、陳、謝、劉姓の移民が松柏坑(松柏嶺の古称)に定住した際、故郷から持ち込んだ武当山北極玄天上帝の分霊を祀ったことに由来している。その後、他の地へ移住する人もいましたが、近隣住民によって民家に祀られた分霊は受け継がれていき、信徒たちが資金を集めて祠を建て、1745年には寺院として改築されて、受天宮と名付けられた。
清国時代、各地に移住する信徒によって受天宮の分霊は台湾全土で祀られることとなり、神様に対して進香を行う道教の風習にならい、毎年旧暦1月から3月末頃まで、分霊が祀られている台湾各地の数千の寺院とその他の寺院から多くの団体や個人が受天宮へ進香に訪れるようになり、歳月とともに約3カ月間の「進香期間」が形成された。各地から訪れる進香団、文陣・武陣の陣頭、多様な進香儀式はこの行事の大きな特色となっており、きわめて多くの信徒から重要な民俗文化として親しまれ、2012年には南投県の民俗行事として登録されている。

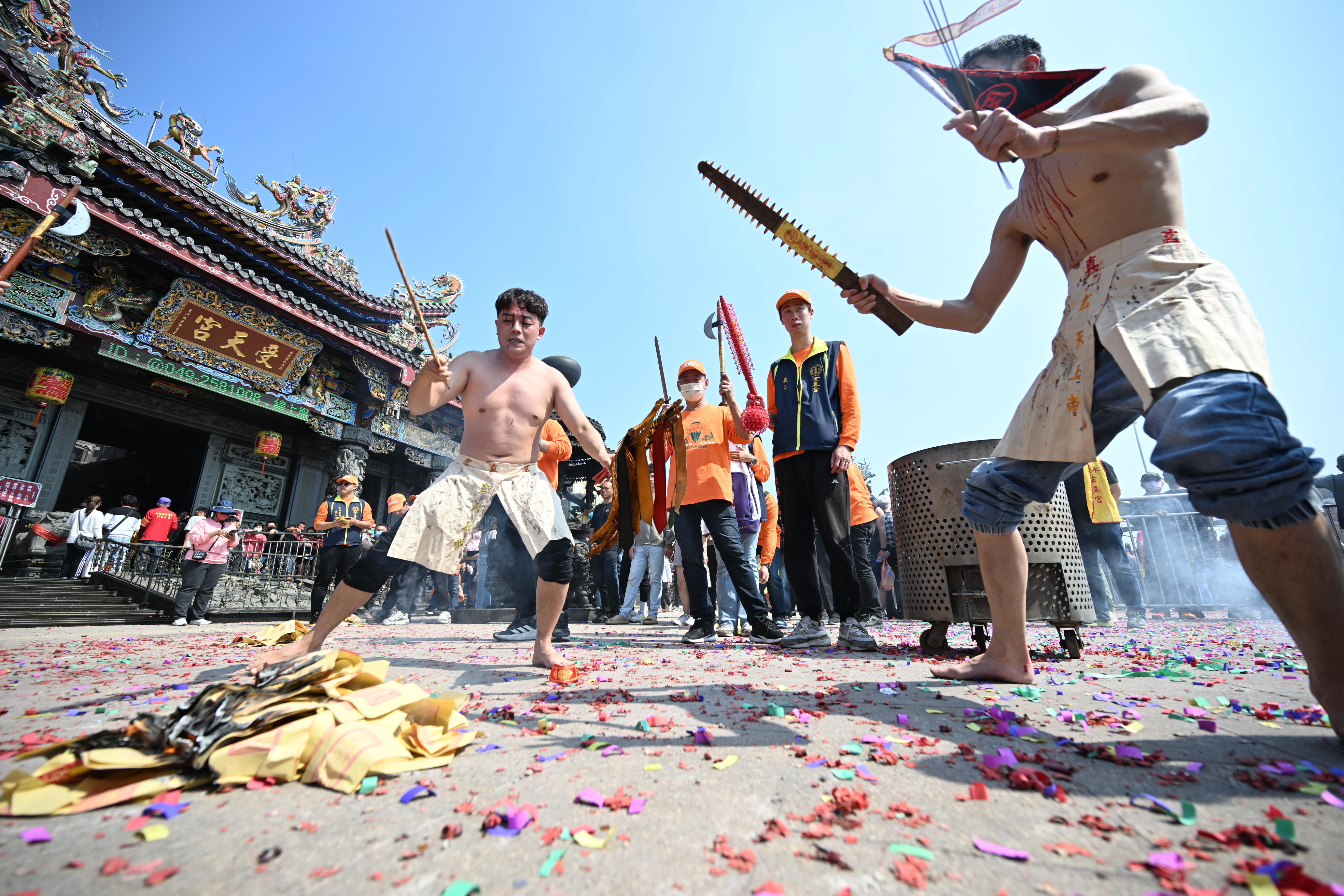
淡水玄真宮往松柏嶺受天宮謁祖進香，乩童操用五寶安五營